# 1996年国家领导人列表
下表列出1996年各国的国家元首、政府首脑和最高领导人，包括作为社会主义国家中党和国家最高领导人的执政党领袖。

## 非洲
- 阿尔及利亚
  - 总统：利亚米纳·泽鲁阿勒（1994年－1999年）
  - 总理：艾哈迈德·乌叶海亚 （1995年－1998年）
- 安哥拉
  - 总统：若泽·爱德华多·多斯桑托斯（1979年－2017年）
  - 总理：
    1. Marcolino Moco（1992年－1996年）
    2. Fernando José de França Dias Van-Dúnem（1996年－1999年）
- 贝宁
  - 总统：
    1. 尼塞福尔·索格洛（1991年－1996年）
    2. 马蒂厄·克雷库（1996年－2006年）

  - 总理：阿德里安·温贝吉 （1996年－1998年）